# Błąd składniowy (programowanie)

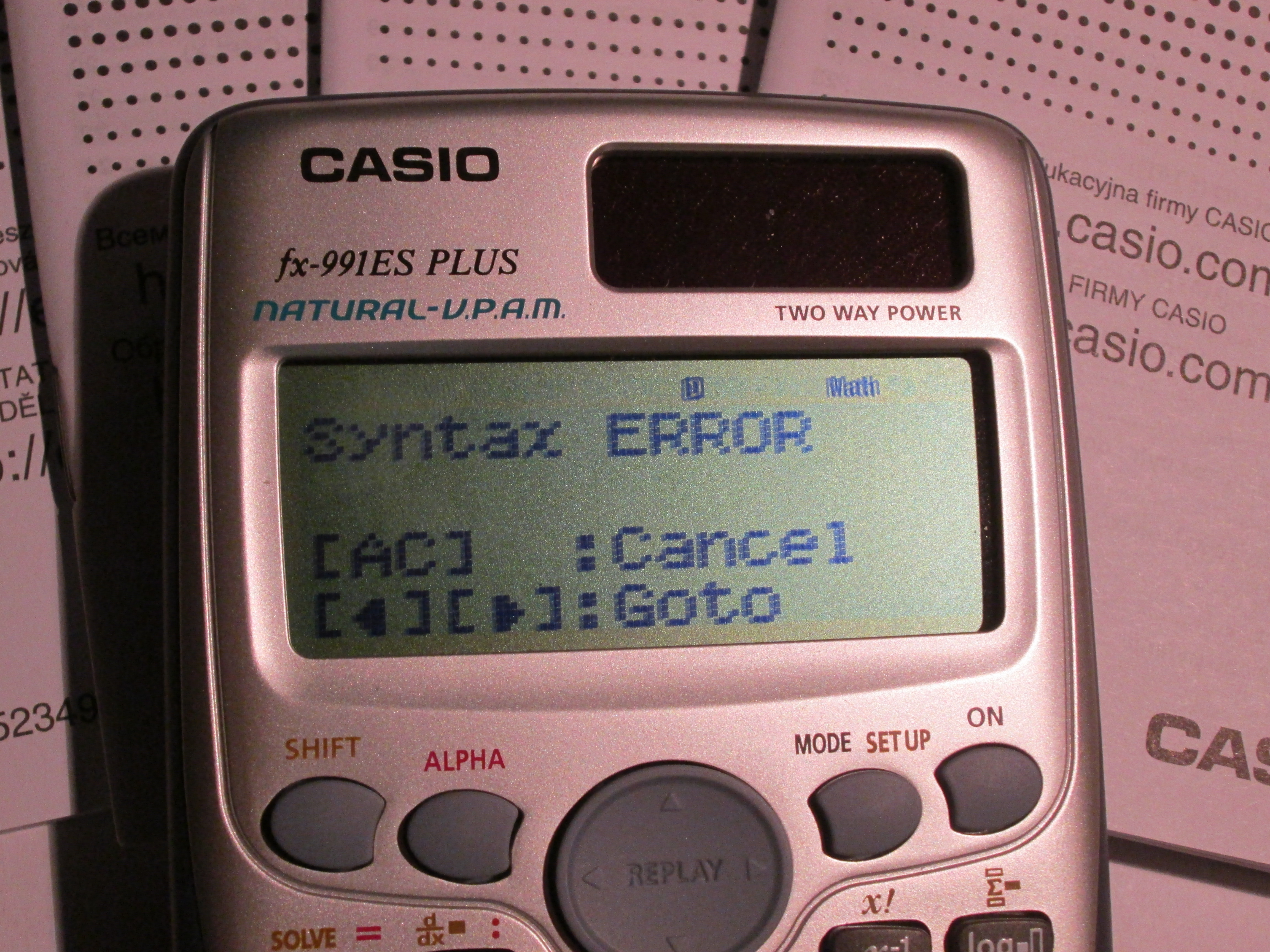
Błąd składniowy w kalkulatorze

Błąd składniowy, błąd syntaktyczny (ang. syntax error) – błąd w składni ciągu znaków lub słów, które powinny po sobie następować zgodnie ze składnią konkretnego języka programowania. Wykrywany jest na etapie analizy składniowej kodu źródłowego. Jeden błąd składniowy może utrudnić lub uniemożliwić wykrycie następnych, dlatego usuwanie błędów powinno się zaczynać w kolejności zgłaszania ich przez kompilator.
Jeśli błąd składniowy wystąpi podczas kompilacji, musi zostać poprawiony, inaczej kod źródłowy nie może być poprawnie skompilowany. 
Błąd składniowy może również powstać, gdy do kalkulatora wprowadzone zostanie niewłaściwe równanie. Jest to zwykle spowodowane użyciem nawiasu otwierającego bez zamykającego, znaku działania bez podania argumentu lub, rzadziej, użyciem kilku separatorów dziesiętnych w jednej liczbie.